# Giacinto Brandi

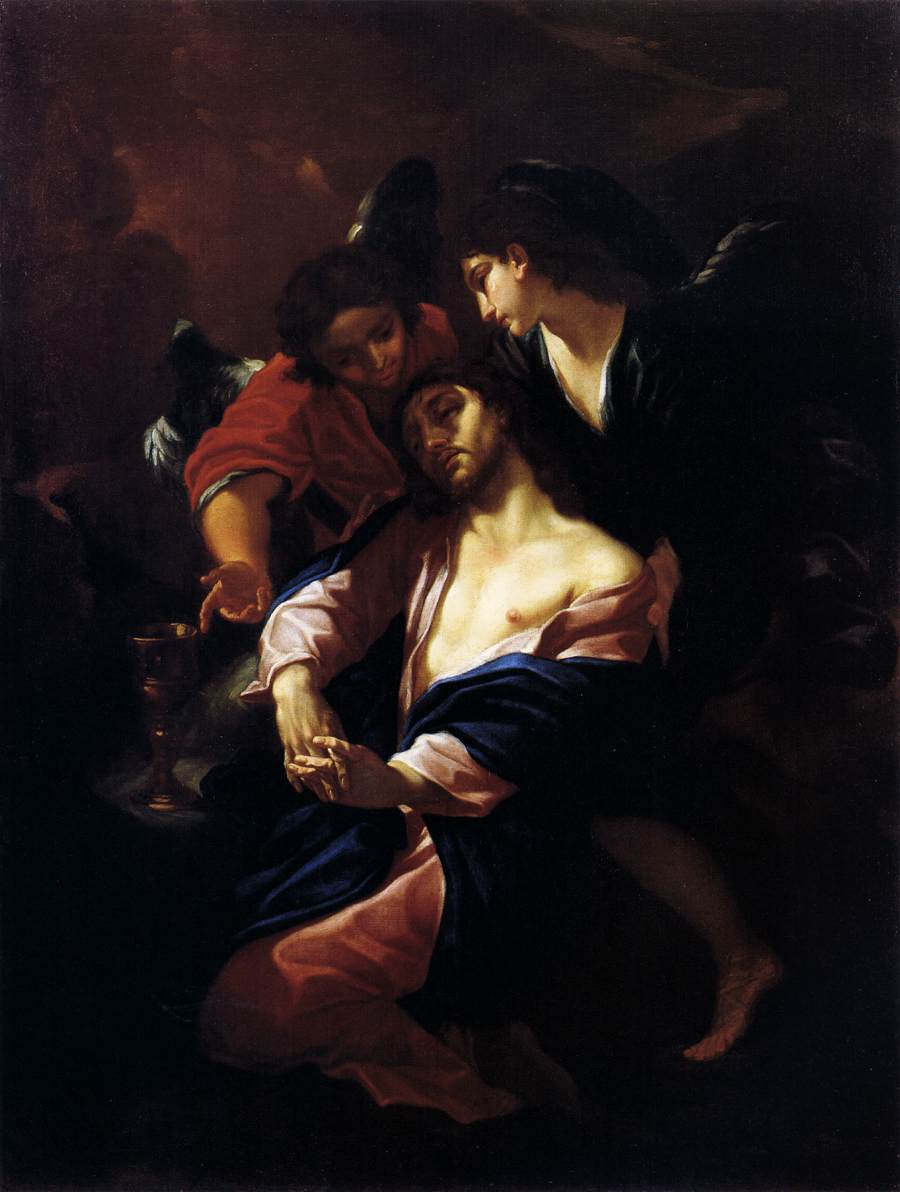
Cristo en el Huerto de Getsemani, óleo sobre lienzo (99 x 75 cm) Pinacoteca Vaticana.

Giacinto Brandi (1621-1691), fue un pintor barroco italiano.

## Biografía y obra
Nacido en Roma, entró muy joven al taller de Alessandro Algardi quien le orientó hacia la pintura, pasando en 1633 a estudiar con Giovanni Giacomo Sementi. Trabajó un tiempo en Nápoles antes de establecerse en Roma, donde colaboró con Giovanni Lanfranco, muerto en 1647. En la misma fecha ingresó en la «Congregación de los Virtuosos del Panteón» y desde 1651 frecuentó la Academia de San Lucas, de la que fue elegido príncipe en 1668.
Su actividad profesional se centró, principalmente, en la pintura religiosa, encontrándose obras suyas tanto al fresco como al óleo en numerosas iglesias romanas. Entre ellas pueden citarse las pinturas al fresco de la basílica de San Silvestre in Capite y los frescos del techo de la Basílica de los Santos Ambrosio y Carlos en el Corso, pintados en 1670-1671, la Coronación de la Virgen, «pala» de altar de la iglesia de Jesús y María (1680), el San Andrés apóstol (1685) de la iglesia de Santa María en Vía Latina, la Trinidad de la iglesia de Santa Francisca Romana o las pinturas de la segunda capilla de la iglesia de San Andrés del Quirinal. 
De otro orden son los frescos de Las Metamorfosis de Ovidio (1651-1653) pintados en el palacio Pamphili en Plaza Navona.